# Sergio Díaz Sorroche
Sergio Díaz Sorroche (Lorca, 14 de enero de 1998) es un futbolista español que juega como guardameta en el Yeclano Deportivo de la Segunda División RFEF.

## Trayectoria
Tras una temporada en el filial del Real Murcia, equipo en el que se formó, y otra en el del UCAM Murcia CF, debuta con el primer equipo del UCAM mientras cumplía su segunda temporada en el filial, jugando los 90 minutos en una derrota por 2-1 frente al CP Villarrobledo el 8 de diciembre de 2019.
Abandona el club al finalizar la temporada 2019-20 para firmar por el FC Cartagena, siendo asignado a su filial de la Tercera División. Tras una primera temporada como titular habitual, en la siguiente lo seguiría siendo y además conseguiría el ascenso a la nueva Segunda División RFEF. Para culminar una exitosa temporada, Sergio debuta con el primer equipo cartaginés, y a nivel profesional, el 29 de mayo de 2022, jugando los minutos finales en la victoria por 1-2 frente al CD Tenerife en Segunda División.
El 13 de julio de 2023, firma por el Yeclano Deportivo de la Segunda División RFEF.

## Clubes
Actualizado al último partido disputado el 8 de octubre de 2022.
| Club                 | País   | Año       | Partidos | Encajados |
| -------------------- | ------ | --------- | -------- | --------- |
| Real Murcia Imperial | España | 2017-2018 | 21       | 26        |
| UCAM Murcia CF "B"   | España | 2018-2020 | 33       | 36        |
| UCAM Murcia CF       | España | 2019      | 1        | 2         |
| FC Cartagena "B"     | España | 2020-2023 | 61       | 57        |
| FC Cartagena         | España | 2022-2023 | 0        | 0         |
| Yeclano Deportivo    | España | 2023-act. | 6        | 6         |